# Potenciador (videojocs)
En els videojocs, un potenciador (de l'anglès power-up) és un objecte que aporta beneficis a un jugador, generalment afegint a un personatge capacitats addicionals de manera immediata. Tot i que sovint es recullen directament pel tacte, els potenciadors a vegades només es poden obtenir mitjançant la recopilació de diversos elements relacionats. Exemples ben coneguts de potenciadors que han entrat a la cultura popular inclouen les boletes de potència de Pac-Man (considerades el primer potenciador) i el Super Bolet de Super Mario Bros, que va encapçalar la classificació dels potenciadors més destacats d'UGO Networks.
Els elements que confereixen potenciadors generalment estan precol·locates en el món del joc, disseminats de forma aleatòria, deixats anar per enemics colplejats o recollits a contenidors oberts o trencats. Se'ls pot diferenciar d'elements en d'altres tipus de jocs, com els videojocs de rols, pel fet que tenen efectes immediats, presenten dissenys que no necessàriament encaixen amb el món real i es troben en gèneres de joc específics, especialment jocs orientats a l'acció com els videojocs de laberint, curses, shoot 'em up, acció en primera persona o plataformes.

## Tipus de potenciadors
- Habilitats ofensives
- Habilitats defensives
- Habilitats evasives
- Habilitats d'accés
- Reserves de vida i salut
- Reserves de poder i munició
- Habilitats simbòliques
- Potenciadors trampa (amb efectes negatius)